# Leuconotopicus
Leuconotopicus är ett släkte med fåglar i familjen hackspettar inom ordningen hackspettartade fåglar som förekommer i Nord- och Sydamerika söderut till nordvästra Argentina. Arterna i släktet placerades tidigare i släktet Picoides. DNA-studier visar dock att de hör till en grupp övervägande amerikanska hackspettar som även inkluderar släktet Veniliornis och förs därför nu till Leuconotopicus. Tongivande Clements m.fl. inkluderar dock Leuconotopicus och Veniliornis istället i Dryobates.
Släktet omfattar sex arter:
- Tallspett (L. borealis)
- Rökbrun hackspett (L. fumigatus)
- Arizonaspett (L. arizonae)
- Vulkanspett (L. stricklandi)
- Hårspett (L. villosus)
- Vithuvad hackspett (L. albolarvatus)